# 화이트 샤도우 인 더 사우스 씨
화이트 샤도우 인 더 사우스 씨(White Shadows In The South Seas)는 미국에서 제작된 W.S. 밴 다이크 감독의 1928년 영화이다. 몬트 블루 등이 주연으로 출연하였다.

## 출연

### 주연
- 몬트 블루
- 라퀠 토레스

## 제작진
- 원작자: Frederick OBrien